# استیلتو
استیلتو (به انگلیسی: Stiletto) یک روسپی‌خانه مجلل در خیابان غرب بزرگ در نزدیکی دانشگاه سیدنی استرالیا قرار دارد . این روسپی‌خانه ۲۴ ساعت ارائه خدمت می‌دهد چیزی‌که این روسپی‌خانه را برای مشتریان جذاب می‌کند نحوه عرضه تن‌فروشان به مشتری است ؛ تن‌فروشان در استیلتو به صورت هنرمندان تئاتر به مشتریان عرضه می‌شوند . روسپیان ساعتی ۴۰۰ دلار به مشتریان عرضه می‌شود در ضمن خدمات اسکورت در روسپی‌خانه ارائه می‌گردد .  مالک روسپی‌خانه استیلتو ادی هیسون بود که به خاطر بدهی  روسپی‌خانه را یه شرکت Parramatta Road Investments Pty Ltd فروخت . 